# Chorizanthe fimbriata
Chorizanthe fimbriata är en slideväxtart som beskrevs av Thomas Nuttall. Chorizanthe fimbriata ingår i släktet Chorizanthe och familjen slideväxter. Inga underarter finns listade i Catalogue of Life.